# アッカトーネ
『アッカトーネ』（伊: Accattone）は、1961年公開のイタリアのドラマ映画。原題は「乞食」という意味。

## あらすじ
"アッカトーネ"と渾名される青年ヴィットリオは働きもせず、売春婦マッダレーナのヒモとして自堕落に生きている。しかし、マッダレーナが警察に逮捕される。困ったヴィットリオは疎遠だった妻の実家に助けを求めるが、追い出される。そんな時、ステラという少女と出会う。彼女と人生をやり直そうかとも思ったが無理。ステラに売春をやらせようとするが、それもできない。やむなく泥棒稼業に手を染めるが、警察に追われて盗んだバイクで逃げるが交通事故に遭い、ヴィットリオはあっけなく死んでしまう。

## エピソード
- 監督・脚本はピエル・パオロ・パゾリーニ。脚本は映画のために書かれたオリジナルだが、パゾリーニの初期小説『生命ある若者』『激しい生』の脚色と言われることが多い[2]。パゾリーニの第1回監督作品。アマチュア俳優の起用、貧しい人々に焦点を当てた主題といったパゾリーニならではのスタイルはデビュー作で既に確立されている。
- パゾリーニが文学から映画に移ったことに誰もが驚かされたが、パゾリーニ本人は第2次世界大戦の段階でイタリア国立映画実験センターへの入学を考えていたくらい、早くから映画に関心を持っていた。さらに1957年にはフェデリコ・フェリーニ監督の『カビリアの夜』に脚本として参加し、映画は現実に根ざして作るべきと考えていた。
- 『アッカトーネ』に出てくるのは、彼の小説がそうであるように、ヒモ、売春婦、泥棒といった、戦後イタリアの経済復興とは無縁な社会の底辺にいる人々。こうした人々を描くこと、聖と俗の境界線を曖昧にすることは当時としてはスキャンダラスだった。パゾリーニ自身はネオレアリズモと距離を置こうとしたが、この映画は第2世代のネオレアリズモと評され、批評家の中には、これまで見た映画の中で最も辛い映画という人もいる[3]。
- 主演のフランコ・チッティは英国アカデミー賞 主演男優賞にノミネートされた[4]。
- 助監督はベルナルド・ベルトルッチ[5]。
- 日本では長らく公開されず、1992年にクラウンレコードが原題Accattoneの直訳である『乞食』（こじき）という題名でビデオ発売。2001年、パイオニアLDCがDVDをリリースした時に『アッカトーネ』に改題。劇場初公開は2004年5月15日から6月4日にかけてユーロスペースで催された『ボンジョルノ・パゾリーニ』で、『アッカトーネ』のタイトルで上映された。

## キャスト
- ヴィットリオ・"アッカトーネ"・カタルディ：フランコ・チッティ（イタリア語版）
- ステラ：フランカ・パスット
- マッダレーナ：シルヴァーナ・コルシーニ
- アセンザ：パオラ：グイディ
- アモーレ：アドリアーナ・アスティ
- アセンザ（声）：モニカ・ヴィッティ ※クレジットなし